# Frans Toikkanen
Frans Uuno Matias Toikkanen, född 26 juni 1926 i Saarijärvi, död där 29 december 2008, var en finländsk grafisk konstnär.
Toikkanen studerade 1957 vid Fria konstskolan och 1958–1961 vid Finlands konstakademis skola. Vid sidan av sitt arbete som jordbrukare utförde han huvudsakligen träsnitt, ofta med landskapsmotiv, men också naturinspirerade abstrakta kompositioner. Efter att han på 1960-talet kunnat lämna jordbrukarbanan övergick han till metallgrafik, i synnerhet mezzotinttekniken. Till hans mest kända motiv hör katter, ett djur som han tolkade i otaliga versioner.
År 1982 mottog han Pro Finlandia-medaljen.